# Medal im. Profesora Tadeusza Vetulaniego
Medal im. Profesora Tadeusza Vetulaniego – medal przyznawany przez naukowców Uniwersytetu Przyrodniczego w Poznaniu naukowcom i praktykom szczególnie zasłużonym w działaniach na rzecz bioróżnorodności zwierząt gospodarskich. 

## Historia
Inicjatywę utworzenia nagrody w związku z pięćdziesiątą rocznicą śmierci prof. Tadeusza Vetulaniego podjęli w 2002 roku członkowie Rady Wydziału Hodowli i Biologii Zwierząt ówczesnej Akademii Rolniczej w Poznaniu.
Wnioski o nadanie medalu zgłaszać mogą rady wydziałów uczelni wyższych realizujących zootechniczny kierunek kształcenia, jak również Rada Instytutu Zootechniki w Balicach, Rada Instytutu Genetyki i Hodowli Zwierząt PAN w Jastrzębcu i Polskie Towarzystwo Zootechniczne.
Wnioski rozpatrywane są przez kapitułę medalu pod przewodnictwem dziekana Wydziału Hodowli i Biologii Zwierząt Uniwersytetu Przyrodniczego w Poznaniu. Członkami kapituły są kierownicy katedr związanych z tematem nagrody, wszyscy dotychczasowi laureaci jako członkowie honorowi, a także Zygmunt Vetulani (syn prof. Tadeusza Vetulaniego) jako wiceprzewodniczący kapituły.

## Laureaci
- Adam Mazanowski (2002)
- Ewald Sasimowski (2002)
- Jędrzej Krupiński (2007)
- Zygmunt Litwińczuk (2007)
- Andrzej Faruga (2007)
- Elżbieta Martyniuk (2011)
- Roman Niżnikowski (2011)
- Zbigniew Jaworski (2011)
- Mieczysław Ratajszczak (2015)[2]
- Tomasz Maria Gruszecki (2015)[3]
- Wanda Olech-Piasecka (2023)[4][5]
- Andrzej Falniowski (2023)[4][5]
- Jerzy Wilde (2023)[4][5]

Na podstawie materiału źródłowego.